# The Legend (album Radioramy)
The Legend – trzeci album włoskiego zespołu Radiorama wydany w 1988 roku przez wytwórnię Radiorama Productions. Płyta zawiera 9 nagrań oraz 1 megamix wybranych utworów grupy The Beatles w aranżacjach italo disco. Łącznie płytę promowało 5 singli: „Fire” (1987), „ABCD” (1988), „Sing The Beatles” (1988), „Medley” (1988) i „Bad Girls” (1988).
W 2016 roku, na 30-lecie wydania pierwszego albumu zespołu (Desires and Vampires), na rynku pojawiły się specjalne, dwupłytowe edycje 30th Anniversary Edition trzech pierwszych LP projektu. Pierwsze CD płyty w tej edycji zawierało zremasterowane, oryginalne albumowe nagrania z LP, druga zaś wybrane specjalne wersje i remixy utworów „Heartbreaker”, „I Don’t Wanna Lose You”, „Bad Girls”, „Manitù”, „Fire” i „ABCD” oraz wydłużoną wersję megamixu „Radiorama Sing The Beatles”.

## Lista utworów

### Wydanie na płycie winylowej[1]
| Strona A | Strona A                 | Strona A |
| Nr       | Tytuł utworu             | Długość  |
| -------- | ------------------------ | -------- |
| 1.       | „Heartbreaker”           | 4:20     |
| 2.       | „I Don’t Wanna Lose You” | 4:56     |
| 3.       | „Bad Girls”              | 4:20     |
| 4.       | „My Chery”               | 4:04     |
| 5.       | „All Your Love”          | 3:05     |
|          |                          | 20:45    |

| Strona B | Strona B                     | Strona B |
| Nr       | Tytuł utworu                 | Długość  |
| -------- | ---------------------------- | -------- |
| 1.       | „Manitù”                     | 3:45     |
| 2.       | „ABCD”                       | 4:01     |
| 3.       | „Radiorama Sing The Beatles” | 4:43     |
| 4.       | „Fire”                       | 3:55     |
| 5.       | „Bye Bye Baby”               | 4:23     |
|          |                              | 20:47    |

- Nagranie „Bye Bye Baby” (B5) to cover – oryginalnie wykonywał je Max Coveri[2].
- Megamix Radiorama Sing The Beatles (B3) tworzą zmiksowane nagrania oryginalnie wykonywane przez grupę The Beatles w aranżacjach italo disco: „Hey Jude”, „Get Back”, „Back in the U.S.S.R.”, „Ob-La-Di, Ob-La-Da”, „I Saw Her Standing There”, „Hello, Goodbye” oraz „Yesterday”.

### Wydanie 2016 (30th Anniversary Edition)[3]
| CD1 – Original Album | CD1 – Original Album         | CD1 – Original Album |
| Nr                   | Tytuł utworu                 | Długość              |
| -------------------- | ---------------------------- | -------------------- |
| 1.                   | „Heartbreaker”               | 4:21                 |
| 2.                   | „I Don’t Wanna Lose You”     | 4:55                 |
| 3.                   | „Bad Girls”                  | 4:19                 |
| 4.                   | „My Chery”                   | 4:04                 |
| 5.                   | „All Your Love”              | 3:05                 |
| 6.                   | „Manitù”                     | 3:46                 |
| 7.                   | „ABCD”                       | 4:02                 |
| 8.                   | „Radiorama Sing The Beatles” | 4:43                 |
| 9.                   | „Fire”                       | 3:53                 |
| 10.                  | „Bye Bye Baby”               | 4:24                 |
|                      |                              | 41:32                |

| CD2 – Bonus Tracks | CD2 – Bonus Tracks                              | CD2 – Bonus Tracks |
| Nr                 | Tytuł utworu                                    | Długość            |
| ------------------ | ----------------------------------------------- | ------------------ |
| 1.                 | „Heartbreaker (Extended Version)”               | 6:14               |
| 2.                 | „I Don’t Wanna Lose You (12" Version)”          | 7:20               |
| 3.                 | „Bad Girls (Night Mix)”                         | 6:45               |
| 4.                 | „Manitù (Indian Version)”                       | 5:51               |
| 5.                 | „Fire (Extended Version)”                       | 5:50               |
| 6.                 | „Fire (Extended Swedish Remix)”                 | 6:32               |
| 7.                 | „Fire (Special R.E.M.I.X.E.D. Version)”         | 7:37               |
| 8.                 | „Fire (Instrumental Edit)”                      | 4:24               |
| 9.                 | „ABCD (Italy Remix)”                            | 7:07               |
| 10.                | „ABCD (Extended Version)”                       | 6:54               |
| 11.                | „Radiorama Sing The Beatles (Extended Version)” | 6:33               |
|                    |                                                 | 1:11:07            |

## Listy przebojów (1988)
| Państwo                    | Najwyższe miejsce |
| -------------------------- | ----------------- |
| Szwajcaria (Alben Top 100) | 30                |

## Autorzy[5]
- Autor tekstów: Giuliano Crivellente / Mauro Farina (1, 3, 6, 7, 9), Giuliano Crivellente / Mauro Farina / Massimo Zucchelli (2), Mauro Farina / Adriano Caglioni / M. Marta (4), Giuliano Crivellente / Mauro Farina / Paolo Gemma (5), John Lennon / Paul McCartney (8), Bruno Rosellini / Fabrizio Baldoni / Fernando Bonini (10),
- Producent: Marco Bresciani, Paolo Gemma